# Limnophora chimbuensis
Limnophora chimbuensis är en tvåvingeart som beskrevs av Shinonaga 2005. Limnophora chimbuensis ingår i släktet Limnophora och familjen husflugor. Inga underarter finns listade i Catalogue of Life.